# Zsáka
Zsáka je vas na Madžarskem, ki upravno spada pod podregijo Berettyóújfalui Županije Hajdú-Bihar.